# Avenida San Martín (Pucallpa)
En el Perú, la avenida San Martín es la vía central para trasladar las ciudades de Pucallpa y San Fernando ubicado en la urbe de Pucallpa. Esencialmente es la vía más rápida en esas ciudades y la más transitada en la ruta interdistrital. Además es la conexión del caño natural, donde es controlado por la municipalidad.